# August von Clemm

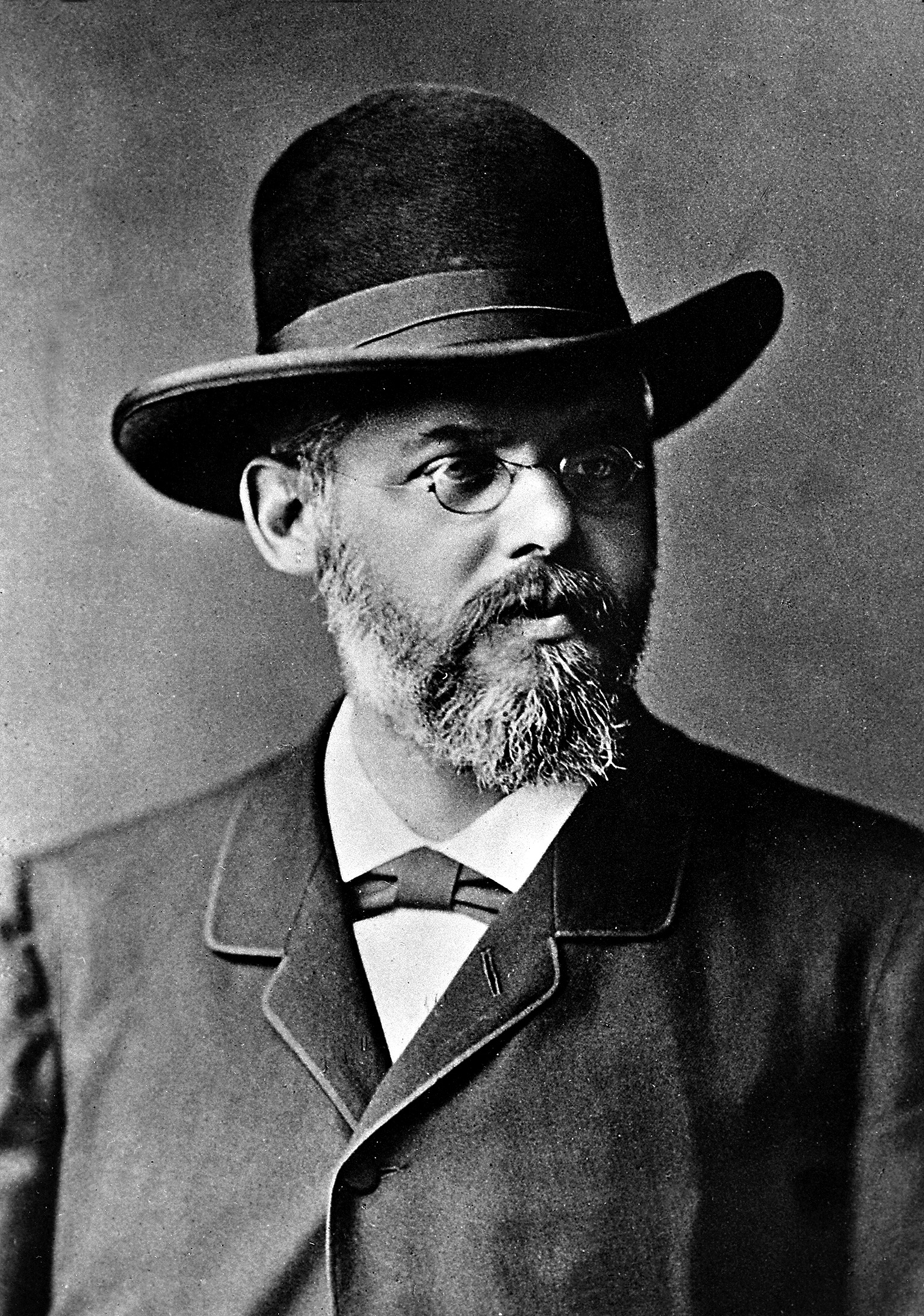
August Clemm, 1865

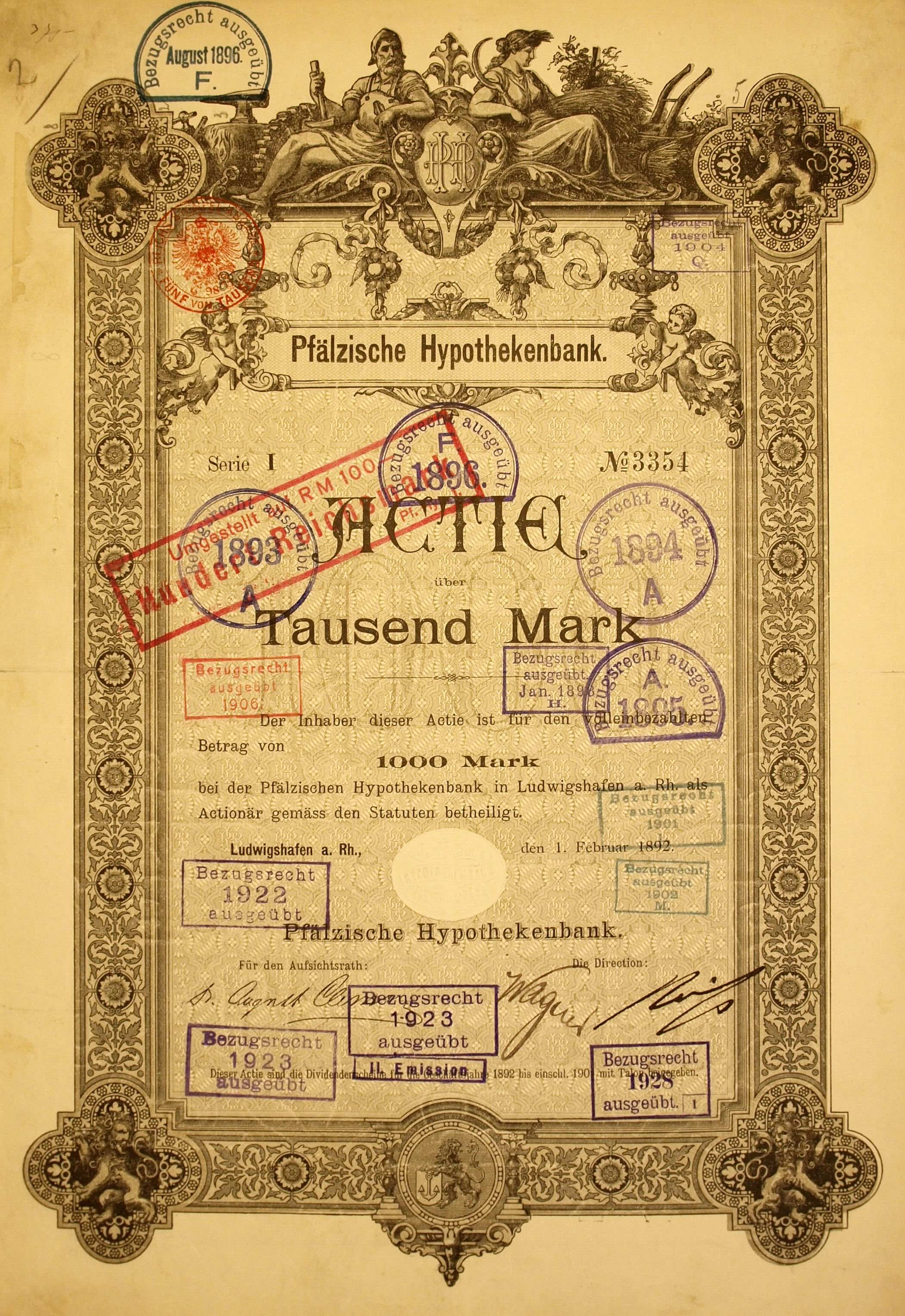
Aktie der Pfälzischen Hypothekenbank vom 1. Februar 1892 mit Faksimile-Unterschrift von Dr. August Clemm

August Ernst Karl Konrad Clemm, seit 1893 Ritter von Clemm, (* 8. Dezember 1837 in Gießen; † 28. Oktober 1910 in Haardt) war ein deutscher Unternehmer und Politiker.

## Leben
Nach dem Chemiestudium trat Clemm 1862 in Mannheim in die von seinem Bruder Carl Clemm und Friedrich Engelhorn gegründete Anilinfabrik Sonntag, Engelhorn & Clemm ein. 1865 gründete er mit seinem Bruder, Engelhorn, Seligmann Ladenburg, Leopold Ladenburg, Friedrich Reiß und anderen die BASF und übernahm die Direktion der Anilinfabrikation in Ludwigshafen. Nachdem er 1869 Vertreter von Engelhorn geworden war, verließ er 1882 die BASF im Streit mit seinem Bruder. Nach dem Ausscheiden Carl Clemms kehrte er 1885 in den Aufsichtsrat zurück, den er von 1897 bis 1903 leitete.
Von 1872 bis 1898 war Clemm Präsident der Pfälzischen Handels- und Gewerbebank und 1886 war er Mitgründer der Pfälzischen Hypothekenbank Ludwigshafen. Darüber hinaus war Clemm bis zur Verstaatlichung Präsident des Verwaltungsrats der Pfälzischen Eisenbahnen. 1877 bis 1898 war er Vorsitzender der Pfälzischen Handels- und Gewerbekammer.

### Politik
Von 1883 bis 1899 gehörte Clemm für die Nationalliberalen der bayerischen Kammer der Abgeordneten an. 1893 wurde er ihr Vizepräsident und von 1897 bis 1899 stand er ihr als Präsident vor.

### Ehrungen
1892 verlieh die Stadt Ludwigshafen am Rhein Clemm die Ehrenbürgerwürde. 1893 erhielt er durch Prinzregent Luitpold das Ritterkreuz des Verdienstordens der Bayerischen Krone. Damit verbunden war die Erhebung in den persönlichen Adelsstand und er durfte sich nach der Eintragung in die Adelsmatrikel Ritter von Clemm nennen. Außerdem war Clemm lebenslanger Reichsrat der Krone von Bayern.